# Pohja
Pohja (in svedese Pojo) era un comune finlandese, situato nella regione dell'Uusimaa. Nel 2009 è stato unito a Ekenäs e Karis per formare la nuova città di Raseborg.
Si trova nella ex provincia della Finlandia Meridionale e appartiene alla regione finlandese Uusimaa. Il comune aveva una popolazione di 4 963 abitanti (dati di dicembre 2008) e aveva una superficie di 224,66 km². La densità di popolazione era di 21,97 ab./km².
Il comune era bilingue, con una maggioranza di abitanti di lingua finlandese (60%) e una minoranza di lingua svedese (40%).
Pohja è uno dei siti in cui è nata l'industria metallurgica finlandese. La Fiskars fu fondata vicino a Pohja nel 1694 ed è ancora oggi l'azienda che impiega più dipendenti nella regione.